# Дейзі Рідлі
Дейзі Джез Ізобель Рідлі (англ. Daisy Jazz Isobel Ridley; нар. 10 квітня 1992, Лондон, Англія) — англійська акторка.

## Молодість
Народилась у Вестмінстері, Лондон. 
Її мати, Луїза Фокнер-Корбетт, працювала у сфері внутрішньокорпоративної комунікації, батько, Кріс Рідлі, фотограф. Дейзі (англ. Daisy — Маргаритка) молодша із п'яти дітей; у неї дві рідні сестри — Кіка-Роуз (англ. Kika-Rose — Кіка-Роза) і Поппі-Софія (англ. Poppy Sophia — Мак) — і дві однокровні сестри від попереднього шлюбу батька. Кіка-Роуз працює моделлю і підписала контракт з агентством Models 1. Її двоюрідний дід — Арнольд Рідлі із відомого британського сіткома «Татусина армія» (1968—1977). Дейзі відвідувала школу танців Tring Park School for the Performing Arts в Гартфордширі, закінчивши її у 2010 році.

## Кар'єра
З'являлась у телевізійних серіалах «Містер Селфрідж», «Безмовний свідок», «Катастрофа» (телесеріал), «Шпана» (телесеріал). Знялась в короткометражному фільмі «Blue season», котрий вийшов в рамках 48-годинного конкурсу короткометражних фільмів британського кінофестивалю Sci-Fi-London. Зіграла головну роль в третьому мініфільмі «Lifesaver», інтерактивного фільму про першу допомогу в трьох епізодах, що номінувався на нагороду Британської академії. Також її можна побачити в музичному відеокліпі на пісню «Lights On» репера Вайлі.
У квітні 2014 було оголошено, що вона виконає роль Рей, одного із головних персонажів фільму «Зоряні війни: Пробудження Сили».. На цю роль її затвердили в лютому 2014 р. Вибір Рідлі в цілому виглядає як обдуманий хід зі сторони режисера Джей Джей Абрамса, що побажав повторити розподіл головних ролей між відносно невідомих акторів, так само як це зробив Джордж Лукас у першому фільмі «Зоряних Війн» у 1977 році. Рідлі також виконала роль Рей у VIII епізоді «Зоряних війн», який вийшов у 2017 році.
Після отримання кількох конкурентних пропозицій, Рідлі в серпні 2014 перейшла зі свого початкового агентства Jonathan Arun в United Talent Agency. У жовтні 2014, через два місяці праці з UTA, уклала контракт з агентством Creative Artists Agency.
Рідлі є учасником і меценатом фонду «Підтримки інвалідів у кіно».

## Особисте життя
Сім'я Рідлі має будинок у Вестмінстері, Лондон.

## Фільмографія

### Фільми
| Рік  | Українська назва                   | Оригінальна назва                | Роль                    | Примітки               |
| ---- | ---------------------------------- | -------------------------------- | ----------------------- | ---------------------- |
| 2013 |                                    | Lifesaver                        | Джо (Jo)                | Короткометражний фільм |
| 2013 |                                    | Blue Season                      | Сара (Sarah)            | Короткометражний фільм |
| 2013 |                                    | 100 % Beef                       |                         | Короткометражний фільм |
| 2013 |                                    | Crossed Wires                    |                         | Короткометражний фільм |
| 2014 | Переростки 2                       | The Inbetweeners 2               | Алісія (Alicia)         | Видалена сцена         |
| 2015 |                                    | Scrawl                           | Ганна (Hannah)          |                        |
| 2015 | Зоряні війни: Пробудження Сили     | Star Wars: The Force Awakens     | Рей                     |                        |
| 2017 | Зоряні війни: Останній джедай      | Star Wars: The Last Jedi         | Рей                     |                        |
| 2018 | Кролик Петрик                      | Peter Rabbit                     | Піксі                   |                        |
| 2018 |                                    | Flopsy Turvy                     | Піксі                   | Короткометражний фільм |
| 2018 | Офелія                             | Ophelia                          | Офелія                  |                        |
| 2019 | Зоряні війни: Скайвокер. Сходження | Star Wars: The Rise of Skywalker | Рей                     |                        |
| 2021 | Ходячий Хаос                       | Chaos Walking                    | Віола Еде               |                        |
| 2023 | Дочка болотного короля             | The Marsh King's Daughter        | Гелена Пеллетье         |                        |
| 2024 | Дівчина і море                     | Young Woman and the Sea          | Ґертруда «Труді» Едерле |                        |
| 2025 | Клінер                             | Cleaner                          | Джоуї Локк              |                        |

### Телебачення
| Рік       | Українська назва          | Оригінальна назва                                   | Роль                               | Примітки                                   |
| --------- | ------------------------- | --------------------------------------------------- | ---------------------------------- | ------------------------------------------ |
| 2013      | Катастрофа                | Casualty                                            | Френ Бедінгфілд (Fran Bedingfield) | Епізод: «And the Walls Come Tumbling Down» |
| 2013      | Шпана                     | Youngers                                            | Джессі (Jessie)                    | Епізод: «A to B and the Apology»           |
| 2013      | Тост із Лондона           | Toast of London                                     | Шарлотта (Charlotte)               | Епізод: «Vanity Project»                   |
| 2014      | Мовчазний свідок          | Silent Witness                                      | Ганна Кеннеді (Hannah Kennedy)     | 2 епізоди                                  |
| 2014      | Містер Селфрідж           | Mr Selfridge                                        | Роксі Старлет (Roxy Starlet)       | Епізод #2.8                                |
| 2017-2018 |                           | Star Wars Forces of Destiny                         | Рей (Rey)                          | 7 епізодів                                 |
| 2021      | Великий Пекарський Турнір | The Great Celebrity Bake off For Stand Up to Cancer | у ролі самої себе                  | 1 епізод                                   |

### Музичні відеокліпи
| Рік  | Артист | Назва       |
| ---- | ------ | ----------- |
| 2013 | Wiley  | «Lights On» |